# Guzmán Dobrý
Guzmán Dobrý (také Guzmán Dobrotivý, španělsky Guzmán el Bueno, vlastním jménem Alfonso Pérez de Guzmán či Alonso Pérez de Guzmán; 24. ledna 1256 León, Království León – 19. září 1309 Gaucín) byl leónský šlechtic, válečník a vojevůdce. Byl nositelem titulu prvního pána ze Sanlúcaru de Barrameda a zakladatel rodu Medina Sidonia.

## Život
Ačkoliv se má za to, že se Guzmán narodil v severošpanělském Leónu, nedávné výzkumy ukazují, že mohl být marockého, muslimského původu. Tomu by i nasvědčovalo povolení z roku 1288, které mu dovolovalo vyvážet obilí do vlasti, zřejmě Maroka. Dalším dokumentem z roku 1297 je Guzmán označen za „vazala“ či člověka nešpanělského původu.
Guzmán Dobrý veřejně působil od roku 1276 do své smrti v roce 1309. Jeho prvními vojenskými akcemi, kterých se účastnil, byly vnitřní boje v Maroku Marínovců.
Na sklonku života se účastnil Obléhání Gibraltaru, kde jako velitel kastilské strany dobyl vítězství.

## Rodina
Jeho manželkou byla María Alonso Coronel a z jejich manželství vzešli následující potomci:
- dcera Isabel Pérez de Guzmán y Coronel
- syn Pedro Alonso Pérez de Guzmán y Coronel († 1294) Zabit před hradbami města Tarifa
- syn Juan Alonso Pérez de Guzmán († 1351), druhý pán ze Sanlúcaru de Barrameda
- dcera Leonor Pérez de Guzmán y Coronel († po 1341)

## Odkaz
Život Guzmána Dobrého se stal námětem pro mnohé historické divadelní hry. Po Guzmánovi je pojmenována mj. ulice v Madridu (Calle de Guzmán el Bueno) a blízká stanice metra Guzmán el Bueno.